# Pere Sunyer i Aulès
|  | No s'ha de confondre amb Pere Sunyer (humanista s. XVI). |

Pere Sunyer Aulès (Reus, 1 de gener de 1750 - 30 de juliol de 1818) fou un fabricant de teixits i comerciant català.
Va ser una figura destacada entre la burgesia comercial reusenca. Era fill de Macià Sunyer Marçal, un dels fabricants de mocadors de seda més importants de la ciutat, i de Teresa Aulès Domènech. Va crear la primera indústria de teixits i filats de cotó a Reus, obrir així el camí a qui serà un dels principals motors de l'economia reusenca durant el segle xix: la indústria del cotó. Sunyer, el 1810 tenia sis-cents telers. Les activitats comercials de Pere Sunyer van des de la importació de productes colonials a l'exportació d'aiguardent a Cadis i el nord d'Europa, passant per la inversió en el comerç de cabotatge i finançant viatges a ultramar, per exemple a l'Havana.
El 1770 es va casar amb Maria Magdalena Nadal Valls, filla de Francesc Antoni Valls, apotecari de Reus, i de Magdalena Valls, amb qui va tenir catorze fills. Va enviduar el 1797 i poc després es va casar en segones núpcies amb Vicenta Torelló, d'Igualada, amb qui va tenir una filla més. Pere Sunyer era familiar del Sant Ofici i va ser regidor degà de Reus durant els primers anys del segle xix, càrrec del que en va ser apartat l'any 1807 acusat de malversació dels diners de les obres del Canal.
El 1791, recolzat per gran part del municipi, va elevar al govern una petició perquè l'autoritzessin a obrir «un canal de navegación des de Reus a Salou». El Comte de Floridablanca va respondre amb una fulminant negativa. El projecte quedà paralitzat, però la idea va anar fent-se popular. Era una gran obra d'enginyeria que pretenia facilitar l'exportació dels aiguardents reusencs a través del port de Salou, i que després de moltes dificultats va ser aprovada pel govern espanyol el 1805 però que no es va poder culminar per l'esclat de la Guerra del Francès.